# Nicolas-Remi Brück
Pour les articles homonymes, voir Brück.
Nicolas-Remi Brück est un militaire, belge  né à Diekirch, Grand-Duché de Luxembourg, le 18 décembre 1818 et mort à Ixelles le 21 février 1870, connu pour ses études sur le magnétisme terrestre et sur les cycles de l'histoire de l'humanité qu'il explique par une théorie qui fonde les grands événements physiques et historiques sur des équations.

## Biographie
En 1830, il est accepté, malgré son jeune âge, dans le corps des volontaires luxembourgeois qui partent à Bruxelles pour participer à la révolution belge de 1830. Ensuite, élève à l'École royale militaire, il en sort sous-lieutenant du génie le 1er juillet 1838, puis, atteignant le grade de major du génie.

## Œuvre
Parallèlement à sa carrière dans l'armée active, il développe une théorie selon laquelle le monde et son histoire peuvent s'expliquer par les mathématiques. Il publie divers « ouvrages mi-physiques, mi-spéculatifs », très controversés. D'après Jean Groffier, on appelle cette théorie la « mathématique de l'Histoire ». Selon Nicolas-Remy Brück, l'histoire humaine est régie par des cycles de 516 ans, idée qui conduit à reconnaître une fatalité inéluctable aux événements historiques, du moins dans leurs grandes lignes. Cependant, son enseignement restait éloigné de toute philosophie messianique, alors que sa vision s'apparentait à la doctrine de la prédestination formulée par les théologiens protestants.

## Postérité
Son disciple le plus engagé est Charles Henri Lagrange, professeur à l'École royale militaire, qui poussera le concept de la mathématique de l'histoire jusqu'à lui donner un aboutissement déiste.

## Publication
- 1851 - Électricité ou magnétisme du globe terrestre
- 1866 - L'humanité, son développement et sa durée
- 1866 - Manifeste du magnétisme du globe et de l'humanité, ou Résumé succinct du magnétisme terrestre et de son influence sur les destinées humaines
- 1867 - Le Choléra ou la peste noire, son origine et ses conditions de développement
- 1868 - Origine des étoiles filantes
- 1869 - Étude sur la physique du globe